# Loren Serrano
Lorenzo Serrano Gallegos, noto come Loren Serrano (Madrid, 2 gennaio 1985), è un copilota di rally spagnolo.

## Biografia
In coppia con il pilota Eneko Conde Pujana ha vinto nel 2019 il Campionato spagnolo energie alternative nella categorie dei veicoli ibridi, mentre insieme a Javier Moltó Llarena ha ottenuto nel 2018 il secondo posto in tre gare valide per la FIA E-Rally Regularity Cup, il Portugal Eco Rally, il Rally Eco Bulgaria e l'Eco Rallye de la Comunitat Valenciana.